# Fahizay Ambatolahimasina
Fahizay Ambatolahimasina est une commune urbaine malgache située dans la partie sest de la région d'Amoron'i Mania.